# Stereophyllum moelleri
Stereophyllum moelleri är en bladmossart som beskrevs av Brotherus in H. A. Möller 1919. Stereophyllum moelleri ingår i släktet Stereophyllum och familjen Stereophyllaceae. Inga underarter finns listade i Catalogue of Life.